# Трихоломопсис гарний
Трихоломопсис гарний (Tricholomopsis decora) — вид грибів родини Трихоломові (Tricholomataceae). Сучасну біномінальну назву надано у 1939 році.

## Поширення та середовище існування
Росте у хвойних лісах Європи та Північної Америки. Занесений у Офіційний перелік регіонально рідкісних рослин Київської області.

## Галерея

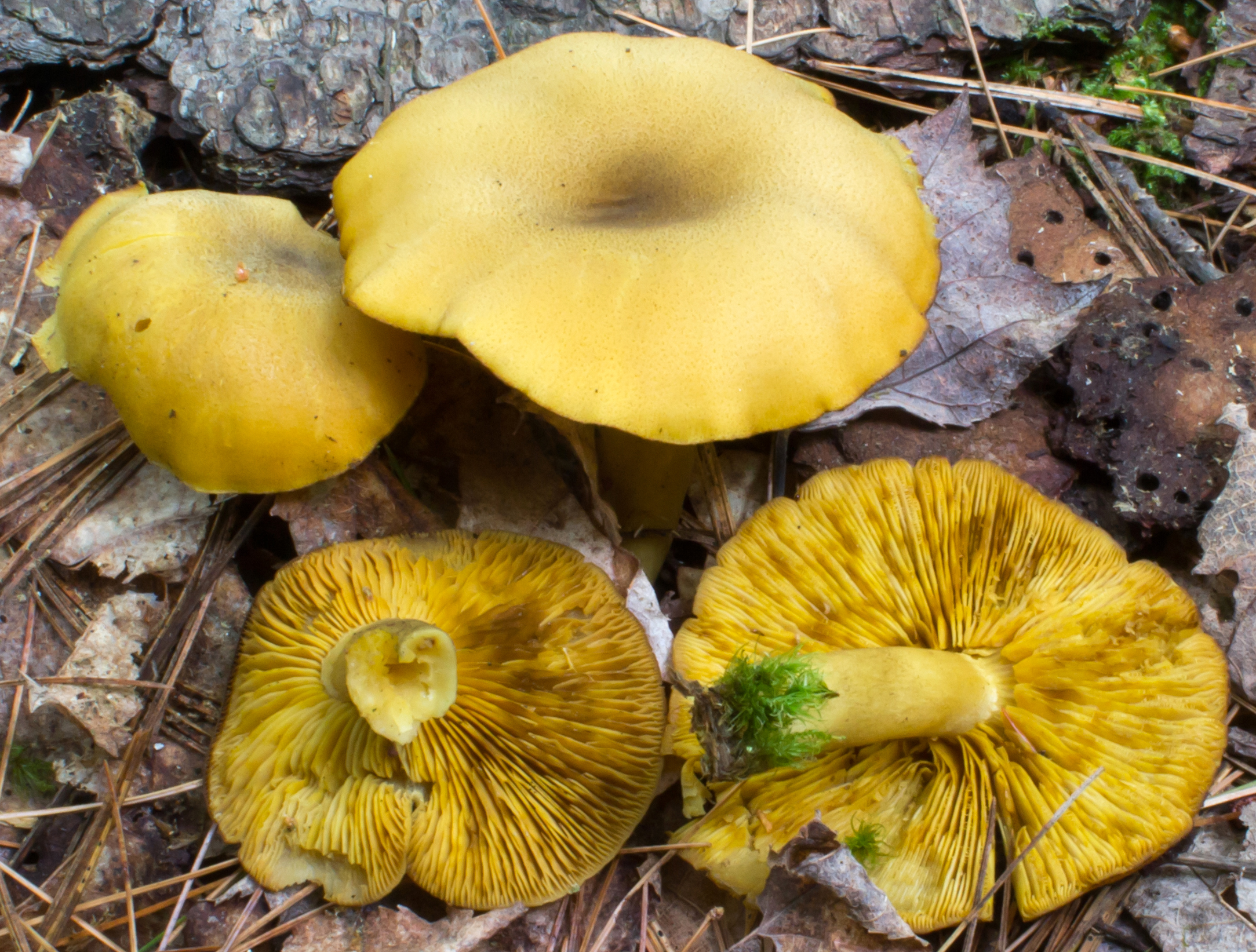
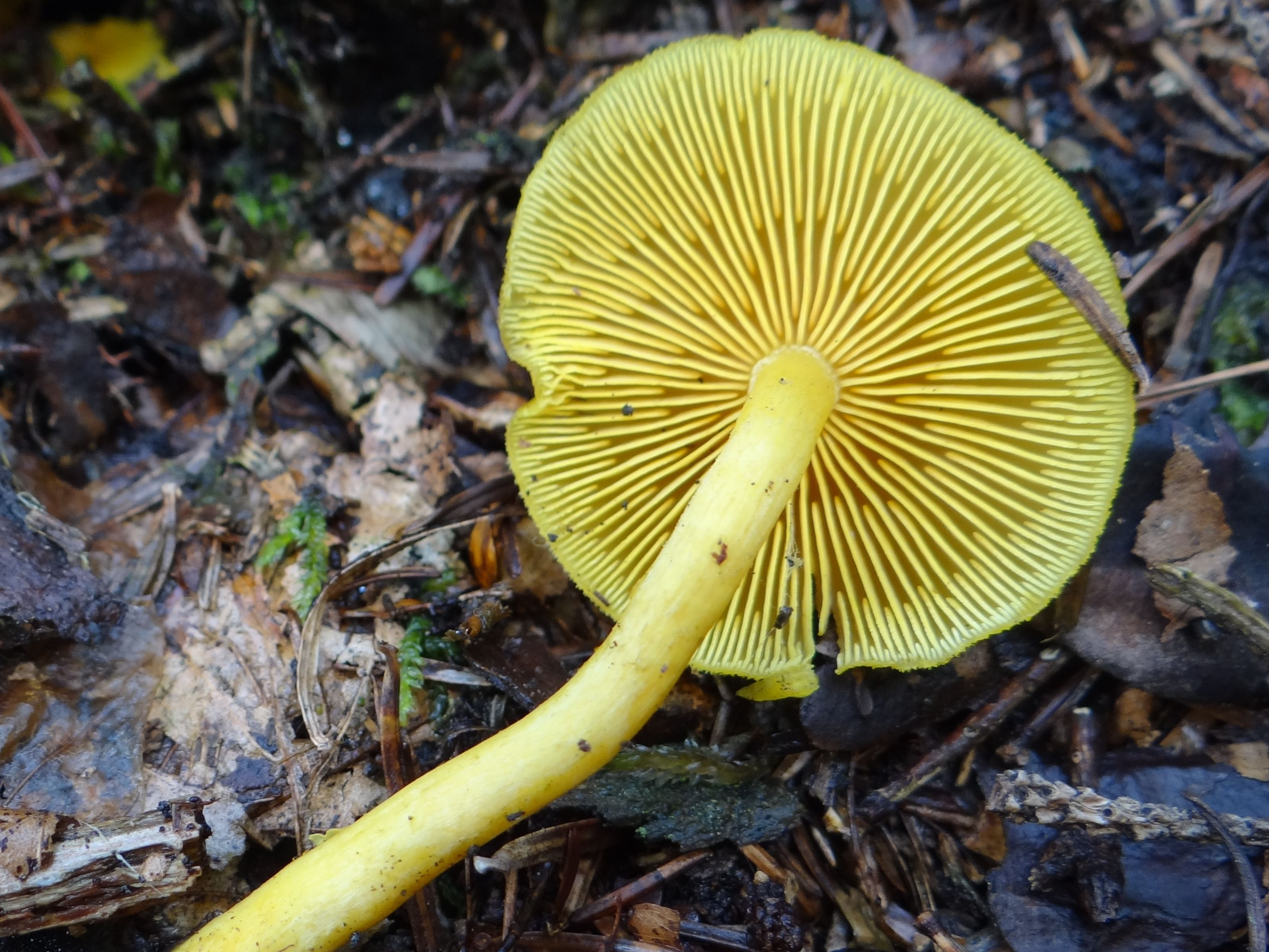
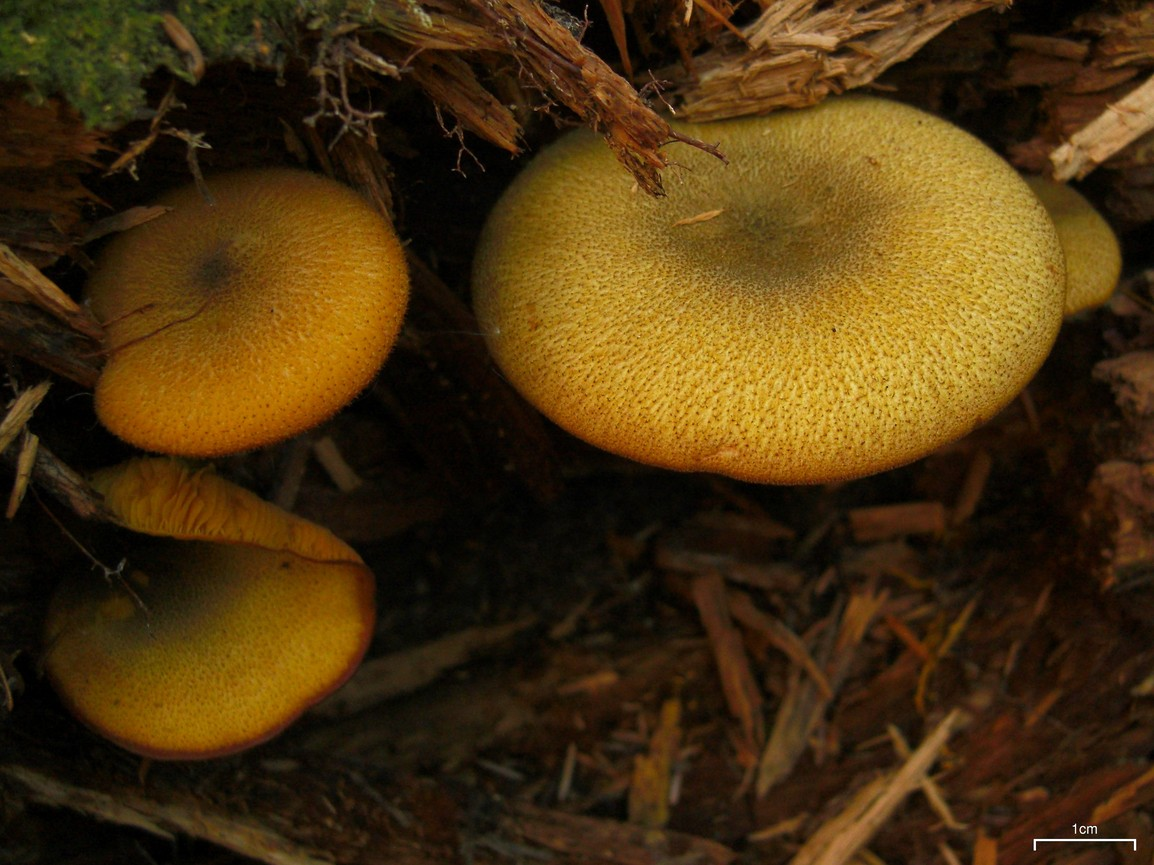
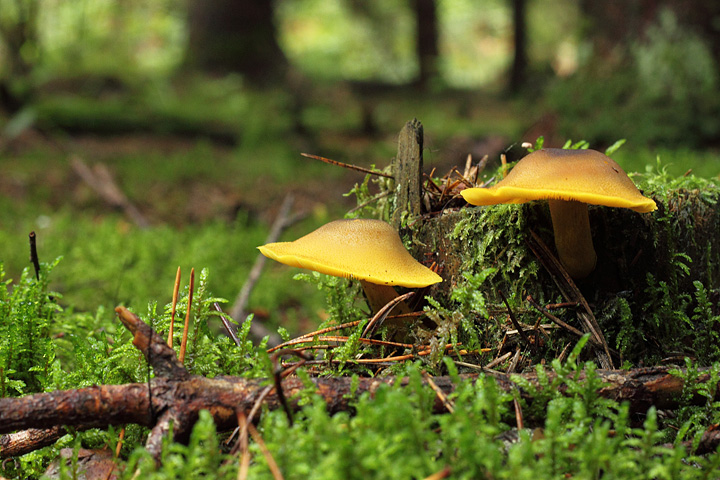
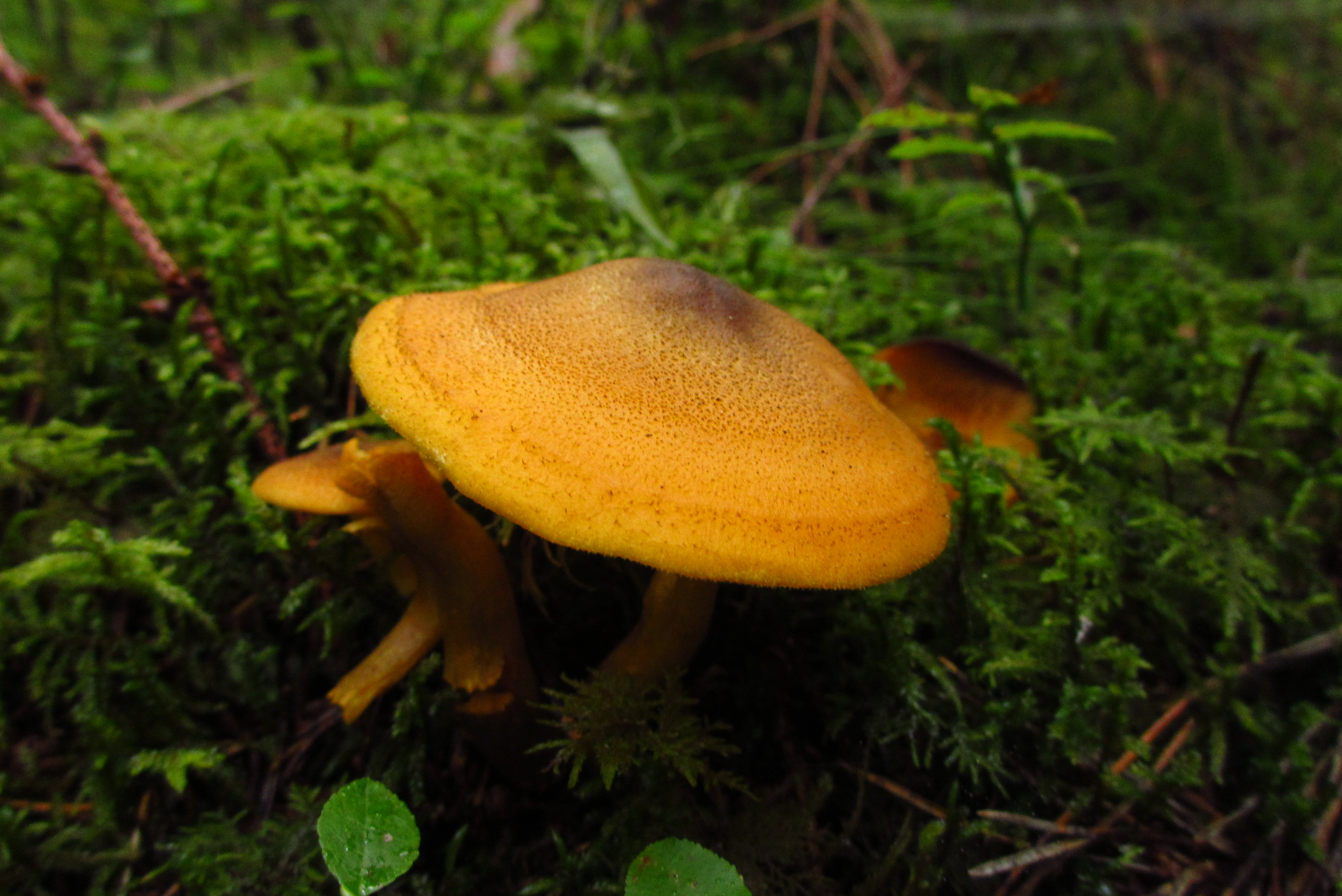
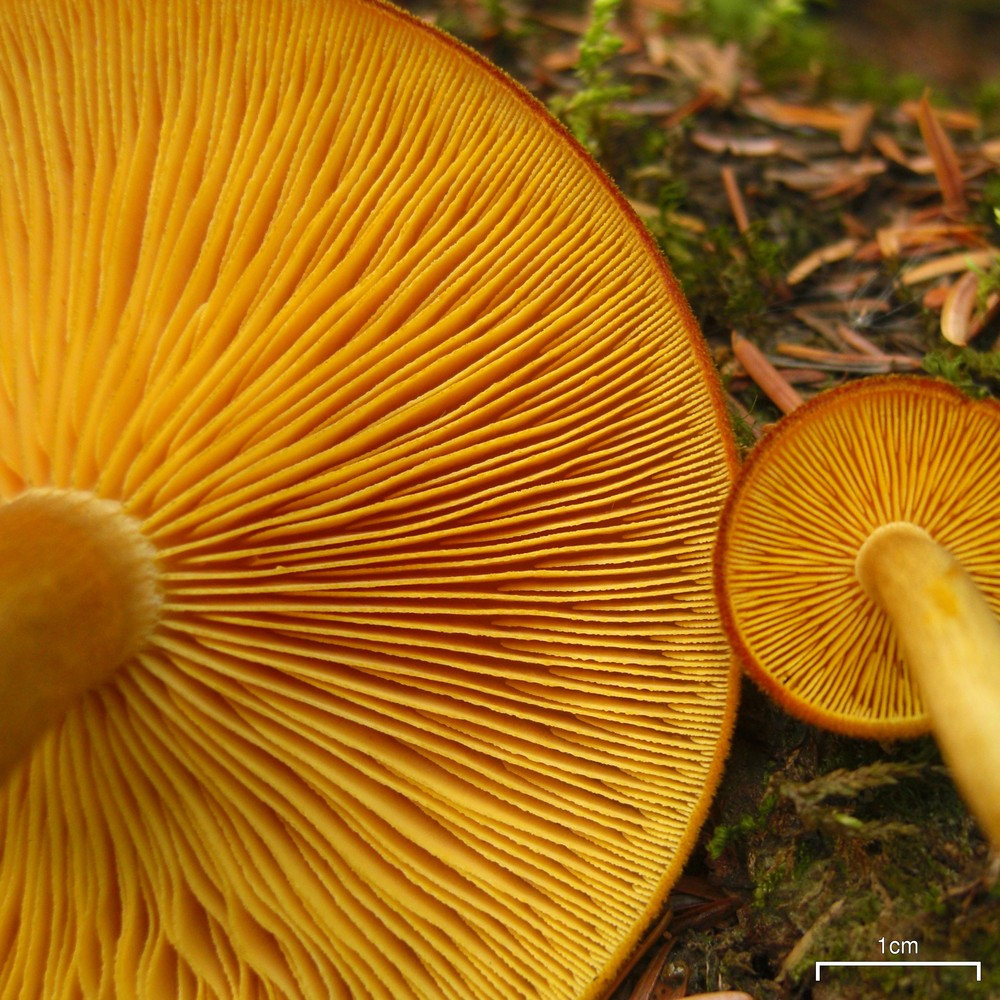